# Pfingstkirche (Berlin)
| Pfingstkirche    | Pfingstkirche                               |
| ---------------- | ------------------------------------------- |
| Foto             |                                             |
| Adresse          | Berlin-Friedrichshain, Petersburger Platz 5 |
| Konfession       | evangelisch                                 |
| Gemeinde         | Evangelische Pfingstgemeinde                |
| Aktuelle Nutzung | Gemeindekirche                              |
| Gebäude          |                                             |
| Bauzeit          | 1906–1908                                   |
| Restaurierung    | 1950 und 2010–2012                          |
| Stil             | neugotisch                                  |

Die Pfingstkirche am Petersburger Platz 5 ist ein evangelisches Gotteshaus in Berlin-Friedrichshain nahe dem Bersarinplatz. Die Kirche wurde 1908 eingeweiht und stellt das Zentrum der Evangelischen Pfingstgemeinde dar. Sie gehört zum Kirchenkreis Berlin Stadtmitte im Sprengel Berlin der Evangelischen Kirche Berlin-Brandenburg-schlesische Oberlausitz.

## Geschichte
Die Pfingstkirche entstand als eigener Kirchenbau der Pfingstgemeinde, die sich am 15. September 1906 von der Gemeinde der Auferstehungskirche in der Friedenstraße getrennt hatte. Die Abspaltung war eine Folge des enormen Wachstums der Bevölkerung in den Berliner Arbeiterbezirken. Die Auferstehungsgemeinde hatte zu diesem Zeitpunkt fast 100.000 Gemeindeglieder. Die ersten Gottesdienste in der Pfingstgemeinde fanden im Betsaal eines Fabrikgebäudes in der Petersburger Straße 57 statt. Der Name der neuen Gemeinde wurde gewählt, weil Pfingsten das zweite große kirchliche Fest nach Ostern ist, nach dem die Auferstehungsgemeinde benannt worden war.

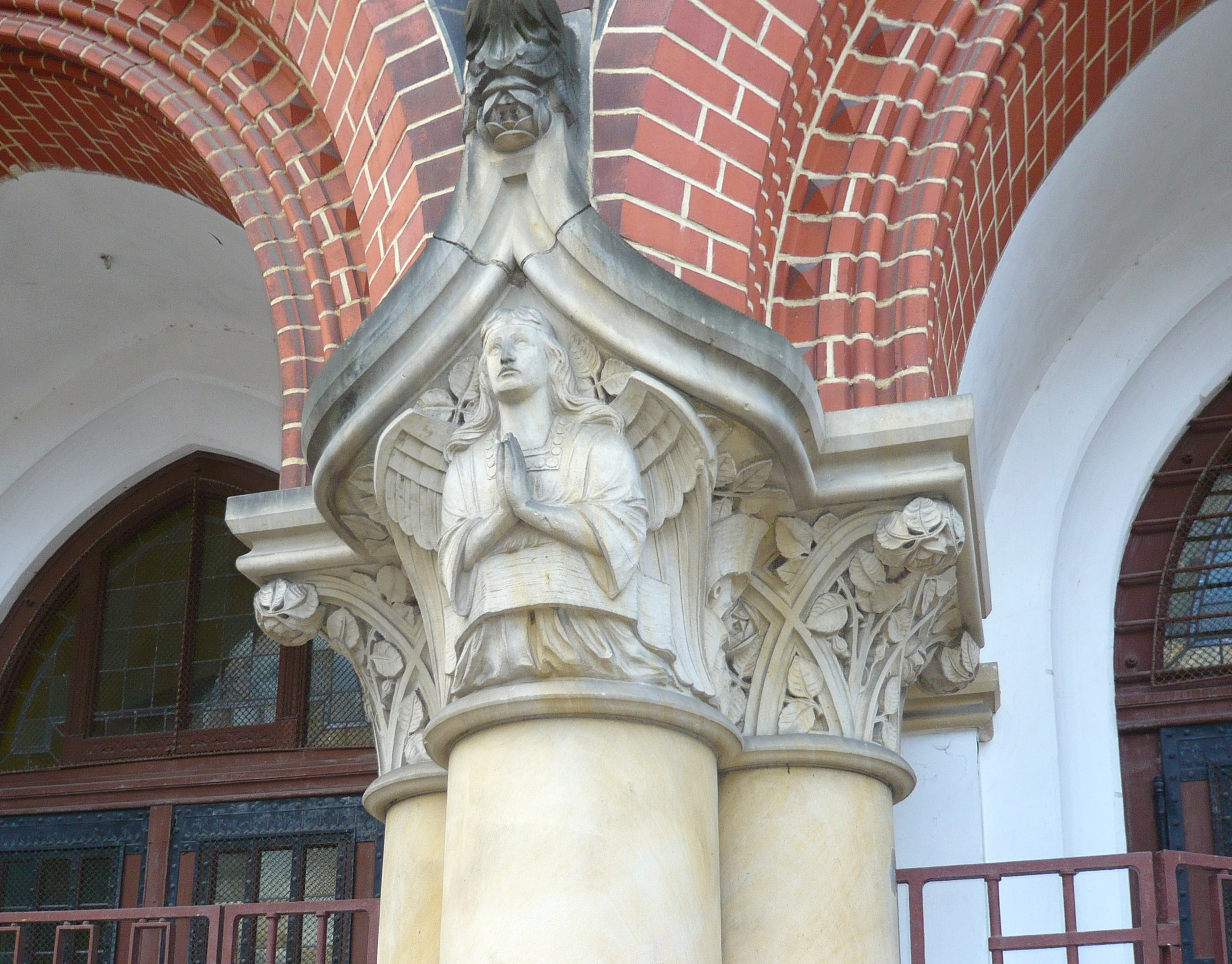

Das sakrale Gebäude wurde nach Plänen der Architekten Jürgen Kröger und Gustav Werner gebaut. Sie hatten ein Kirchengebäude in spätgotischen Formen, in den Fenstermaßwerken angelehnt an den Flamboyant-Stil, entworfen. Die Grundsteinlegung erfolgte am 5. Juni 1906, eingeweiht wurde sie am 28. Juni 1908.
Während der NS-Zeit gab es an der Gemeinde Kirchenälteste der Deutschen Christen, der Bekennenden Kirche und einer besonderen deutsch-christlichen-Richtung, der sogenannten „Krause-Christen“ um den früheren Berliner DC-Gauleiter Reinhold Krause.

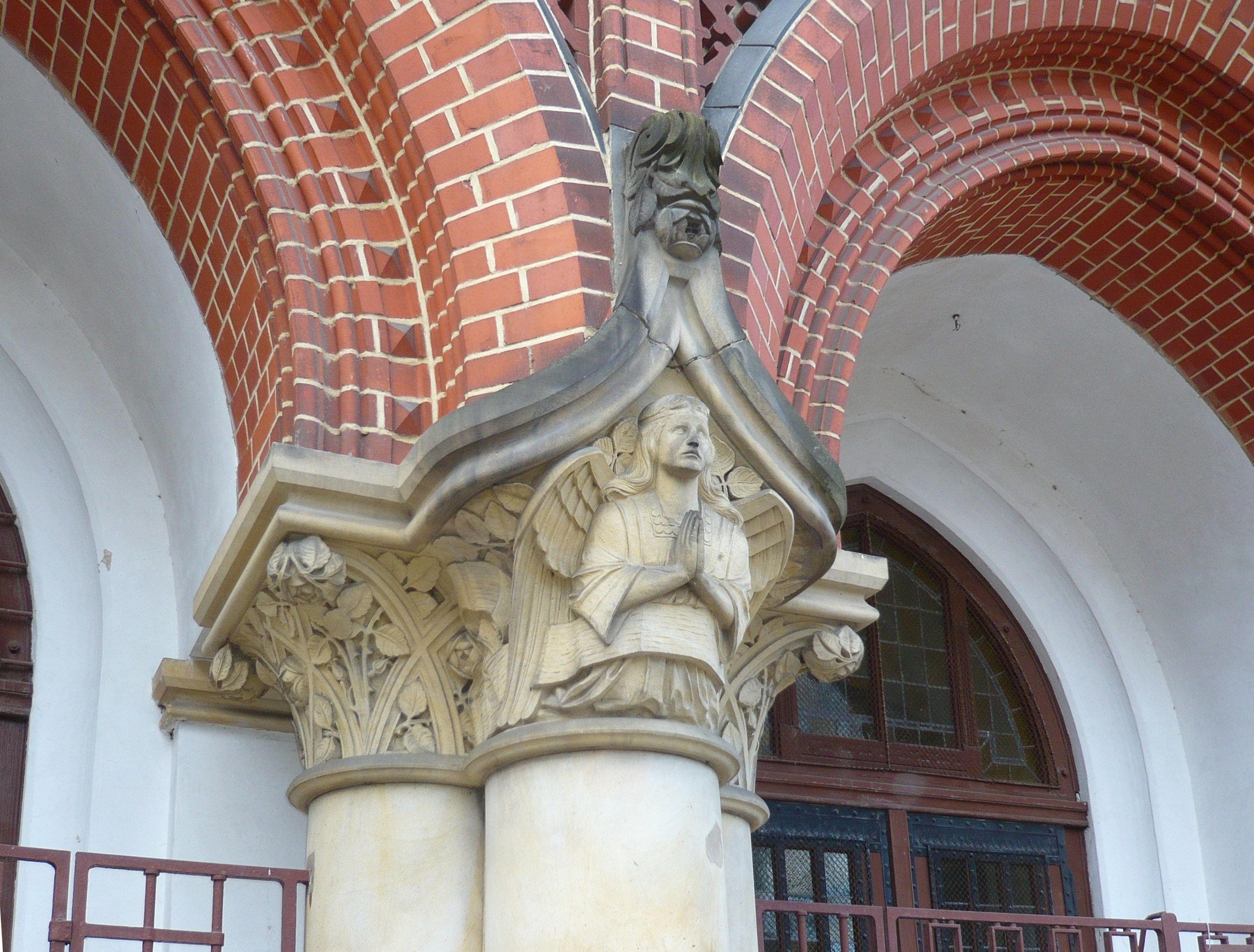

Die Kirche erlitt gegen Ende des Zweiten Weltkriegs Schäden am Turm und am Giebel. Dazu zerstörte eine Bombe die Chorapsis, die durch eine gerade Abschlussmauer ersetzt wurde. Das Inventar der Kirche ging durch Diebstahl in den Nachkriegsjahren zum großen Teil verloren. Das ursprüngliche Kirchenschiff besaß Strebepfeiler, die bei der Wiederherstellung vereinfacht wurden. Nach den Renovierungsarbeiten wurde die Kirche 1950 von Bischof Otto Dibelius neu geweiht.
In den 1960er Jahren wurde die Pfingstkirche auch von der Gemeinde der Mennoniten der DDR genutzt, die selbst über keine eigenen Räumlichkeiten verfügten. Von 1979 bis 1983 mietete der Kirchenkreis Friedrichshain Räume der Pfingstkirchengemeinde für eine offene Jugendarbeit mit Punks. Im Juni 1987 fand im Gemeindehaus und auf dem Hof der Pfingstkirchengemeinde der von der Kirche von unten organisierte „Kirchentag von unten“ als Gegenveranstaltung zum offiziellen Berliner Kirchentag statt.
Wiederholt gab es Sanierungs- und Restaurierungsarbeiten an der Kirche, beispielsweise 1998/99 an der Kirchenfassade. Anfang der 1980er Jahre fanden umfangreiche Arbeiten am Turm, der nach Beschädigungen im Zweiten Weltkrieg Risse bekommen hatte, statt. Er wurde schließlich mit Stahlbändern gesichert. Im August 2015 begannen Arbeiten am Turm, die unter anderem der Sanierung der Backsteinfassade dienen.

## Architektur

### Kirchengebäude

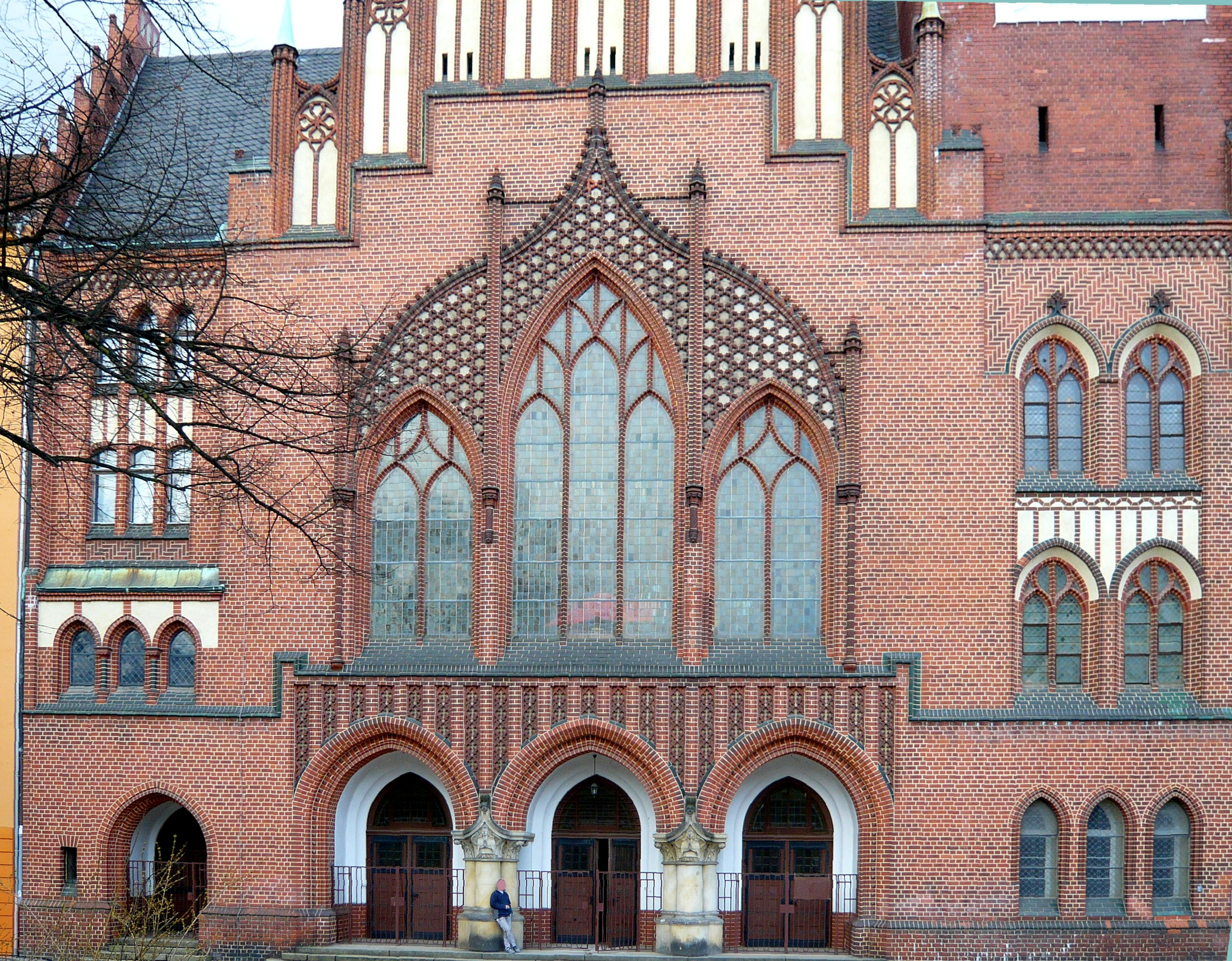
Straßenfassade mit Portal

Die Kirche ist bündig in die Häuserfront des Platzes eingefügt. Der aus einer dreigeteilten offenen Portalhalle bestehende Eingangsbereich befindet sich an der zum Platz weisenden Seite. Darüber schmückt eine mit MaßwerkDekor zusammengehaltene Dreifenstergruppe in einem Staffelgiebel das Bauwerk. Die beiden Säulenkapitelle am Portal sind mit betenden Engeln aus Sandstein gestaltet. Als Schmuck dient außerdem eine gemalte Taube – symbolisch für den Heiligen Geist – und Pfingstrosen. Das Kirchenhauptschiff besitzt eine auf Stahlseilen aufgehängte Gewölbedecke.

### Turm

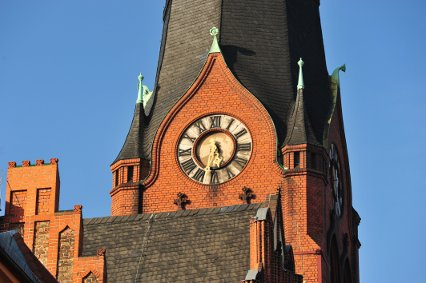
Kirchturmuhr

Nördlich schließt sich der 70 Meter hohe Kirchturm an die Eingangsfassade an. Darauf erhob sich bis 1989 ein schmiedeeisernes Kreuz. In den 1990er Jahren wurde das Turmkreuz abgebaut und durch eine Metallkugel als Blitzableiter ersetzt.
Der Turm besitzt einen kielbogigen Giebel und einen achtseitigen Spitzhelm mit einem Aussichtsumgang und eingeschobener Laterne. Den baulichen Abschluss bildet der hölzerne mit Schiefer gedeckte Turmhelm.
Im Turm befindet sich das rund 8 m × 8 m große Glockenzimmer mit allseitigen schräg nach unten reichenden Schallöffnungen. Drei Bronzeglocken bilden das Geläut. Eine steile Leiter führt im Inneren zur Uhrenetage hinauf. Die Kirchturmuhr wurde bereits frühzeitig mittels eines Elektromotors aufgezogen. Seit Anfang 2012 ist sie nach längerem Defekt im Uhrwerk wieder in Betrieb.

### Gemeindehaus
Auf dem Hof hinter der Kirche steht das viergeschossige Gemeindehaus, das von 1927 bis 1929 nach Entwürfen von Walter Erdmann erbaut wurde. Das Gebäude ist ein Klinkerverblendbau. Er ist im Stil der Neuen Sachlichkeit gehalten und zeigt Anklänge an den Expressionismus. Das Haus ist in Anlehnung an die Gotik verziert worden wie die spitzbogenähnlichen Dreiecksverdachungen über den Fenstern des Gemeindesaales und das Gesims zeigen, dessen Vorsprünge an die Wasserspeier von Kathedralen erinnern. Hier befinden sich ein großer Kirchsaal sowie die Evangelische Schule Berlin Friedrichshain (ESBF).

## Ausstattung

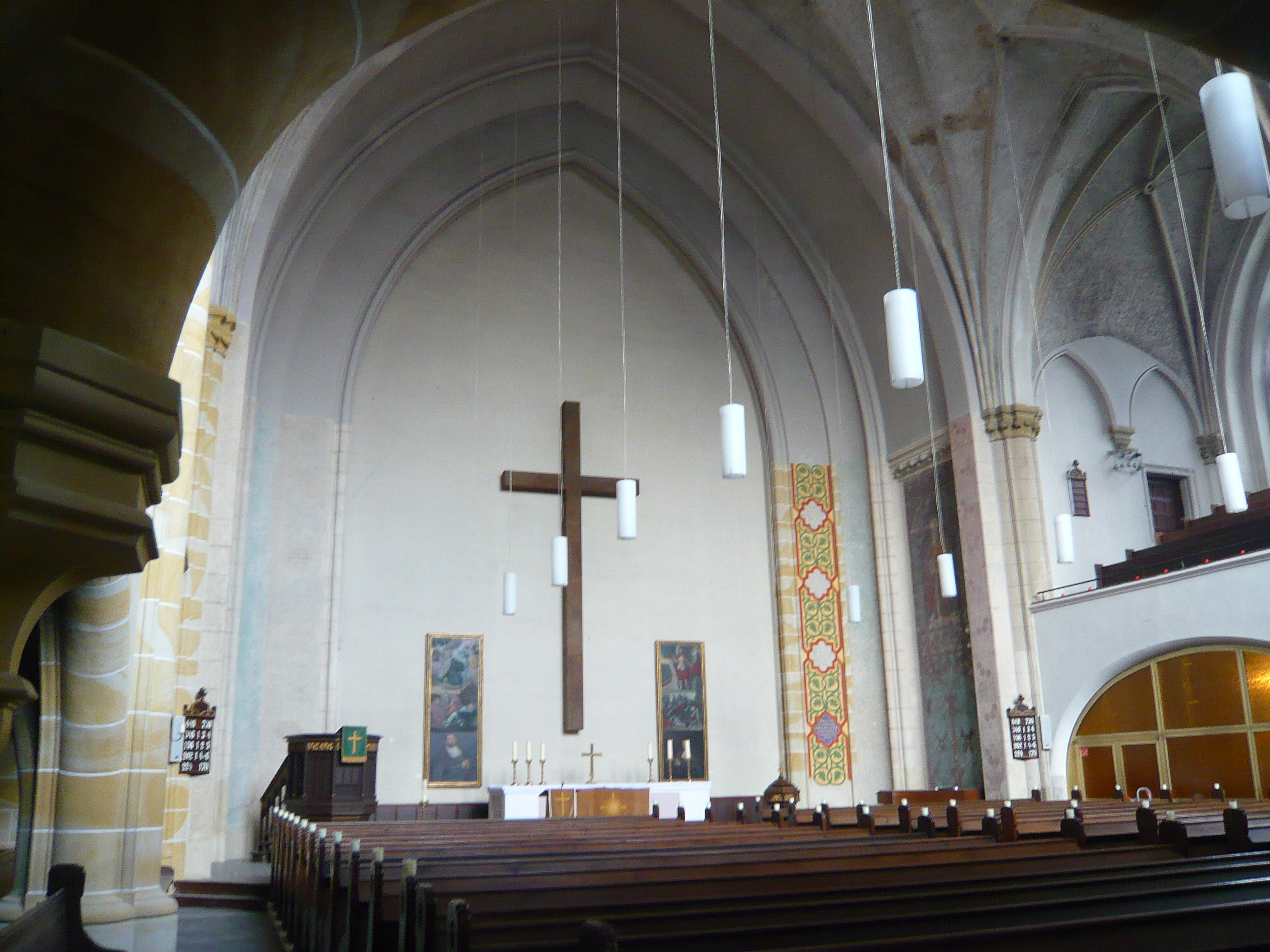
Hauptschiff mit Altarwand

### Altar
Der Kirchenraum selbst ist von einem Netzgewölbe überspannt und bietet bis zu 1000 Personen Platz. Er besitzt einen fensterlosen Chor. Im Choransatz sind Reste der ursprünglichen Ausmalung erhalten, sie zeigen Petrus und Paulus.
Bis zur Zerstörung des Kirchenschiffes im Weltkrieg befand sich hinter dem Altar eine Orgel mit Holzpaneelen. Die zerstörte Altarwand wurde bei der Wiederherstellung durch eine glatte Wand ersetzt. Links und rechts des Altarkreuzes konnten 1999 neue Gemälde angebracht werden, die Kopien zweier Tafeln des Schneeberger Cranach-Altars aus der St.-Wolfgangs-Kirche sind. Die Bilder sind eine Dauerleihgabe der dortigen Evangelisch-Lutherischen Kirchengemeinde und stellen Jesu Gefangennahme im Garten Gethsemane und die Auferstehung am Ostermorgen dar.

### Kanzel und Taufbecken

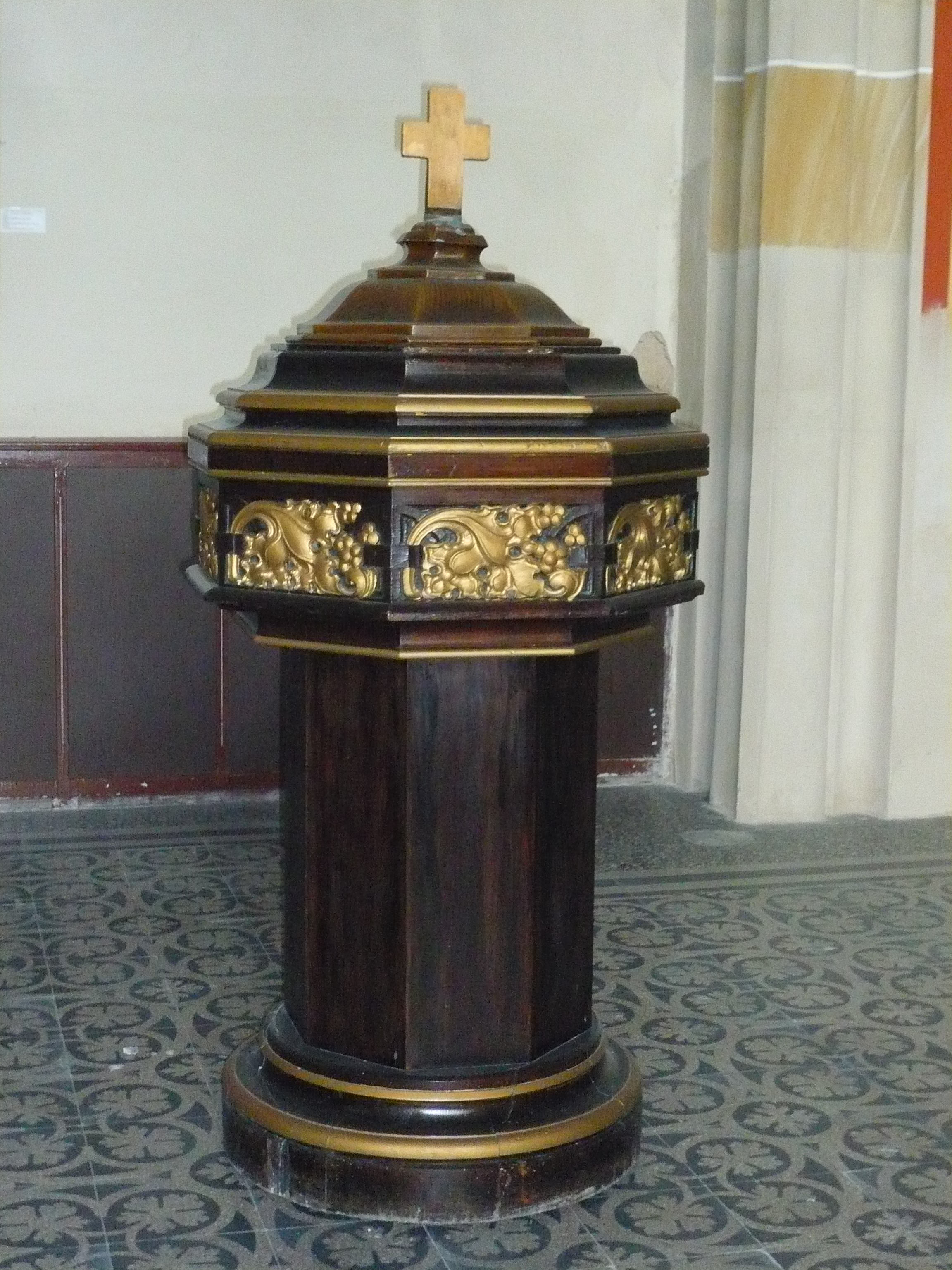
Taufbecken

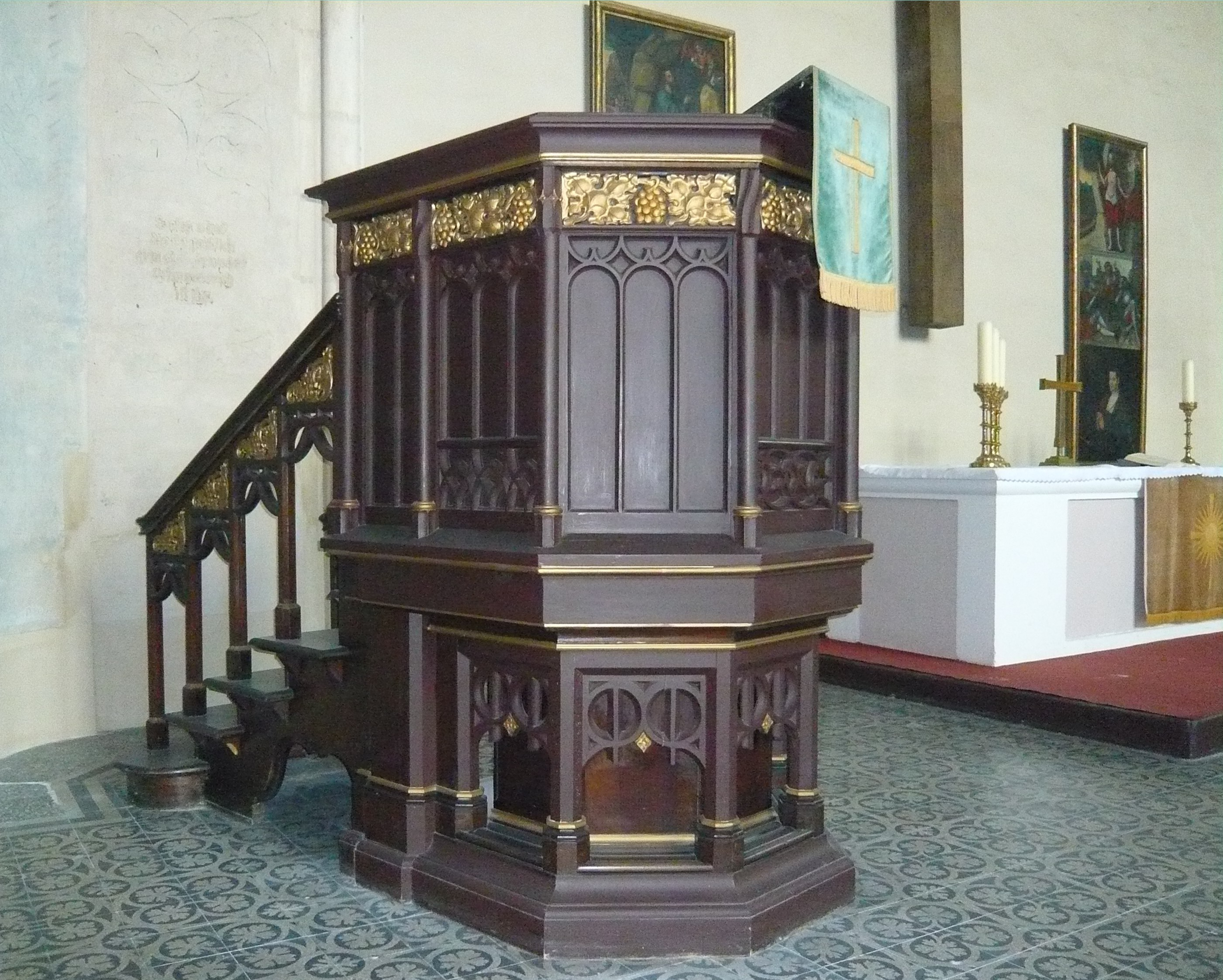
Kanzel

Eine geschnitzte Kanzel und ein Taufbecken – Originale aus der Erbauungszeit der Kirche – vervollständigen die Ausstattung des Altarraumes.

### Orgel
Auf einer der beiden Emporen konnte 1953 eine neue, einmanualige Orgel mit Kegelladen und pneumatischen Trakturen der Firma W. Sauer Orgelbau, Frankfurt/Oder, installiert werden, die folgende Disposition aufweist:
| Manual C–g3 |                 |    |
| 1.          | Singend Gedackt | 8′ |
| 2.          | Gemshorn        | 8′ |
| 3.          | Rohrflöte       | 4′ |
| 4.          | Prinzipal       | 2′ |
| 5.          | Scharff 2–3f    |    |

| Pedal C–f1 |              |     |
| 6.         | Gedackt Bass | 16′ |

- Koppeln: I/P

Im Jahr 2012 wurde die Hermann-Eule-Orgel, die sich im Gemeindehaus befand, vom Orgelbauer Sauer in die Kirche umgesetzt und regeneriert. Sie steht nun rechts neben dem Altar, gut sichtbar für die Gemeinde. Bei elf klingenden Registern auf zwei Manualen und Pedal weist sie folgende Disposition auf:
| I. Manual C–f3 |           |       |
| 1.             | Gedackt   | 8′    |
| 2.             | Prinzipal | 4′    |
| 3.             | Siffflöte | 1 ⁄3′ |
| 4.             | Mixtur 3f |       |

| II. Manual C–f3 |                 |    |
| 5.              | Quintade        | 8′ |
| 6.              | Rohrflöte       | 4′ |
| 7.              | Octave          | 2′ |
| 8.              | Sesquialter 2f  |    |
| 9.              | Zimbelpfeife 1f |    |

| Pedal C–f1 |         |     |
| 10.        | Subbass | 16′ |
| 11.        | Pommer  | 08′ |

- Koppeln: II/I, I/P, II/P

## Gemeindeleben
Im 21. Jahrhundert zählt die Pfingstkirchgemeinde Friedrichshain rund 1700 Mitglieder, deren Einzugsbereich das Gebiet zwischen Landsberger Allee, Richard-Sorge-Straße, Mühsamstraße und S-Bahn bildet. Die regelmäßigen Gottesdienste werden zwischen Ostern und dem Erntedankfest in der Kirche gefeiert. Da diese jedoch nicht mehr beheizbar ist, weicht man in der kalten Jahreszeit auf das Gemeindehaus aus.
Seit 2007 gab es eine Theater-Arbeitsgemeinschaft der Kirchengemeinden im Friedrichshain, an der auch Mitglieder der Pfingstkirche mitwirkten. Jedes Jahr wurde gemeinsam ein Theaterstück ausgesucht, für die Aufführung in der Kirche adaptiert und mit interessierten Laienschauspielern geprobt und aufgeführt. Bereits erfolgreich aufgeführt wurden Mr. Big von Woody Allen und WasWo? von Samuel Beckett.
Treffpunkt der Gemeinde ist der Gottesdienst am Sonntag um 10 Uhr. Für Kinder gibt es in der Regel Kindergottesdienst, und eine Kinderspielecke ist in der Kirche eingerichtet. Die Gemeinde ist geprägt vom Engagement vieler Ehrenamtlicher, die beispielsweise die Kirche offen halten (offene Kirche), sich zum Glaubensgesprächskreis treffen oder im Pfingst-Chor mitsingen. Aktuelle Informationen bietet ein elektronischer Newsletter. Im Gemeindehaus ist auch das Gemeindebüro und der Gemeinderaum untergebracht.

## In der Kirche getaufte oder eingesegnete Persönlichkeiten
- John Stave, Schriftsteller